# Identidade de Roy
A Identidade de Roy (em homenagem ao economista René Roy), é um importante resultado na microeconomia, por ter aplicações na teoria da escolha do consumidor e na teoria da firma. O lema relaciona a função de demanda Marshaliana {\displaystyle {\displaystyle x_{i}^{m}}} com as derivadas da função de utilidade indireta {\displaystyle {\displaystyle v(p,w)}} em relação aos preços e à renda. A demanda Marshaliana pelo bem {\displaystyle i} é igual à razão negativa entre as derivadas parciais da função utilidade indireta em relação ao preço {\displaystyle p} e em relação à renda {\displaystyle w}.
Denotando a função de utilidade indireta como {\displaystyle {\displaystyle v(p,w),}} e a função de demanda Marshalliana para o bem {\displaystyle i}, {\displaystyle {\displaystyle x_{i}^{m}}}, a Identidade de Roy pode ser calculada como:{\displaystyle }{\displaystyle }{\displaystyle }{\displaystyle {\displaystyle x_{i}^{m}=-{\frac {\frac {\partial v}{\partial p_{i}}}{\frac {\partial v}{\partial w}}}}}, onde {\displaystyle p} é o preço vetor de bens e {\displaystyle w} é a renda.{\displaystyle }{\displaystyle }

## Derivadas da identidade de Roy
A Identidade de Roy é uma reformulação do lema de Shephard, a fim de obter uma função de demanda Marshalliana para um indivíduo e um bem ({\displaystyle i}) a partir de alguma função de utilidade indireta.{\displaystyle }O primeiro passo é considerar a identidade trivial obtida substituindo a função gasto para a riqueza ou renda {\displaystyle w} na função de utilidade indireta {\displaystyle {\displaystyle v(p,w)}}, em uma função utilidade {\displaystyle u}:{\displaystyle }{\displaystyle }{\displaystyle }
{\displaystyle {\displaystyle v(p,e(p,u))=u}}{\displaystyle }
Isto nos diz que a função de utilidade indireta é avaliada de tal forma que minimizar o custo para alcançar uma certa utilidade dado um conjunto de preços (de um vetor {\displaystyle p}) é igual à utilidade quando avaliada a esses preços.{\displaystyle }Tomando a derivada de ambos os lados da equação com relação ao preço de um único bem  {\displaystyle p_{i}}(com o nível de utilidade mantido constante), teremos:{\displaystyle }
{\displaystyle }{\displaystyle {\displaystyle {\frac {\partial v[p,e(p,u)]}{\partial w}}{\frac {\partial e(p,u)}{\partial p_{i}}}+{\frac {\partial v[p,e(p,u)]}{\partial p_{i}}}=0}}.
Reorganizando dá o resultado desejado:
{\displaystyle {\displaystyle -{\frac {\frac {\partial v[p,e(p,u)]}{\partial p_{i}}}{\frac {\partial v[p,e(p,u)]}{\partial w}}}={\frac {\partial e(p,u)}{\partial p_{i}}}=h_{i}(p,u)=x_{i}(p,e(p,u))}}{\displaystyle }
Com o segundo termo sendo a última igualdade seguinte a partir do lema de Shephard e a última igualdade a partir de uma propriedade básica da demanda Hicksiana.

## Prova alternativa para o caso diferenciáveis
Há uma prova simples da identidade de Roy, indicada para o caso de uma simplificação de dois bens:
A função de utilidade indireta  {\displaystyle {\displaystyle v(p_{1},p_{2},w)}}é maximizada considerando a restrição do problema de otimização, caracterizada pela seguinte função Lagrangiana:{\displaystyle }
{\displaystyle {\displaystyle {\mathcal {L}}=u(x_{1},x_{2})+\lambda (w-p_{1}x_{1}-p_{2}x_{2})}}{\displaystyle }
Pelo teorema do envelope, as derivados da maximização  {\displaystyle {\displaystyle v(p_{1},p_{2},w)}}com relação aos parâmetros podem ser calculadas como:{\displaystyle }{\displaystyle }{\displaystyle {\displaystyle {\frac {\partial v}{\partial p_{1}}}=-\lambda x_{1}^{m}}}{\displaystyle }{\displaystyle {\displaystyle {\frac {\partial v}{\partial w}}=\lambda }}
Onde {\displaystyle x_{1}^{m}} é o maximizador (i.e. a demanda Marshalliana  para o bem 1). Com uma aritmética simples, em seguida, obtêm-se a identidade de Roy:{\displaystyle }
{\displaystyle {\displaystyle -{\frac {\frac {\partial v}{\partial p_{1}}}{\frac {\partial v}{\partial w}}}=-{\frac {-\lambda x_{1}^{m}}{\lambda }}=x_{1}^{m}}}{\displaystyle }

## Aplicação
Isso fornece um método de derivar a função de demanda Marshalliana de um bem para o consumidor a partir da função de utilidade indireta do consumidor. É também fundamental na derivação da equação de Slutsky.